# Zeland (regija)
Zeland (dan. Sjælland) je otočna danska regija koja obuhvaća najveći dio otoka Zelanda (Sjælland) i otoke Lolland, Falster i Møn. Sjever otoka Zelanda (glavni grad Kopenhagen s okolicom) pripada regiji Hovedstaden. Glavni grad regije je Sorø, a najveći su Roskilde i Næstved.
Regija ima 816 000 stanovnika, a površina joj je 7.273 km². Otok Zeland je mostom i podmorskim tunelom preko morskog prolaza Veliki Belt povezan s danskim otokom Fynom, te mostom sa švedskim kopnom. Planira se sagraditi most koji bi otok Lolland povezao s njemačkim otokom Fehmarnom.

## Općine
| - Faxe - Greve - Guldborgsund - Holbæk - Kalundborg - Køge - Lejre - Lolland - Næstved - Odsherred - Ringsted - Roskilde - Slagelse - Solrød - Sorø - Stevns - Vordingborg | Region Sjællands kommuner |